# Dendrophryniscus organensis
Espèce
Dendrophryniscus organensis  est une espèce d'amphibiens de la famille des Bufonidae.

## Répartition
Cette espèce est endémique de l'État de Rio de Janeiro au Brésil. Elle se rencontre à Teresópolis à 1 050 m d'altitude dans la serra dos Órgãos.

## Étymologie
Son nom d'espèce, composé de organ[s] et du suffixe latin -ensis, « qui vit dans, qui habite », lui a été donné en référence au lieu de sa découverte, la serra dos Órgãos (Organs Range en anglais).

## Publication originale
- Telles de Carvalho-e-Silva, Mongin, Izecksohn & Potsch de Carvalho-e-Silva, 2010 : A new species of Dendtrophryniscus Jimenez-de-la-Espada from the Parque Nacional da Serra dos Orgaos, Teresepolis, State of Rio de Janeiro, Brazil (Amphibia, Anura, Bufonidae). Zootaxa, no 2632, p. 46-52.